# فيسبي
فيسبي (بالسويدية visby) وهي مدينة تقع على جزيرة غوتلند في جنوب مملكة السويد يبلغ عدد سكان مدينة فيسبي حوالي 22236 نسمة حسب إحصائيات عام 2005 يقع مطار فيسبي على بعد خمسة كيلومترات إلى شمال المدينة وهو يعد المطار رقم 12 من حيث الحجم في السويد.

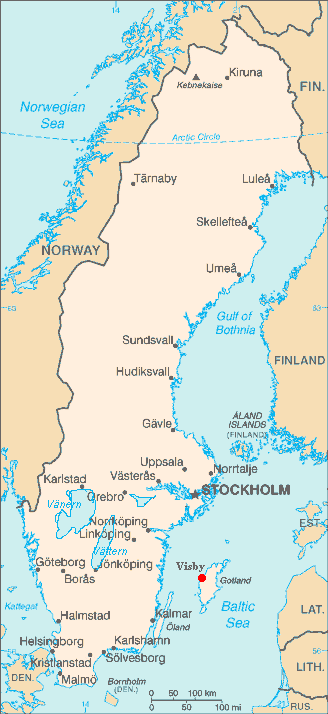
موقع مدينة فيسبي في مملكة السويد
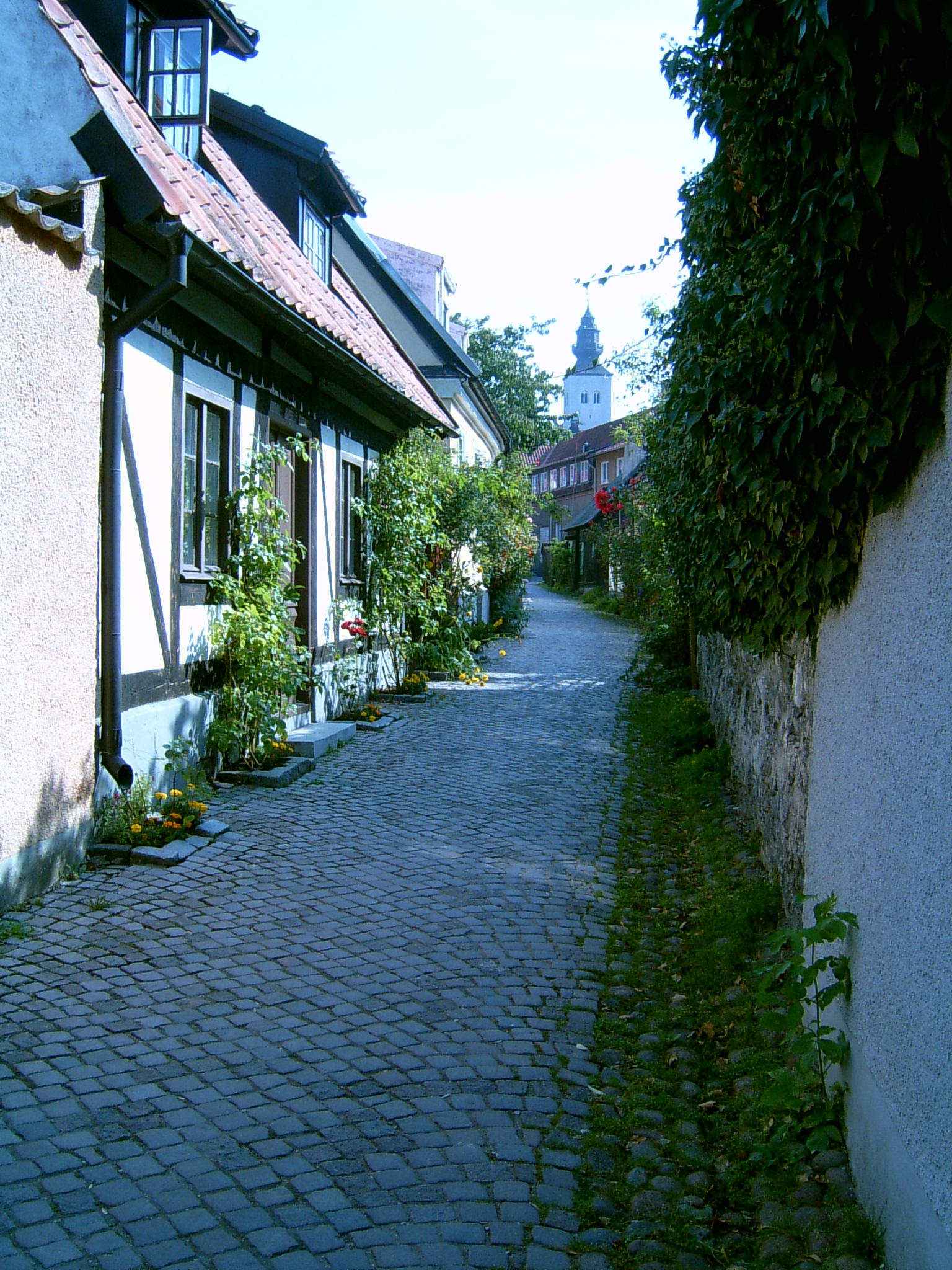
أحد أنهج المدينة
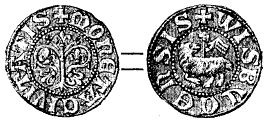
العملة القديمة لمدينة فيسبي
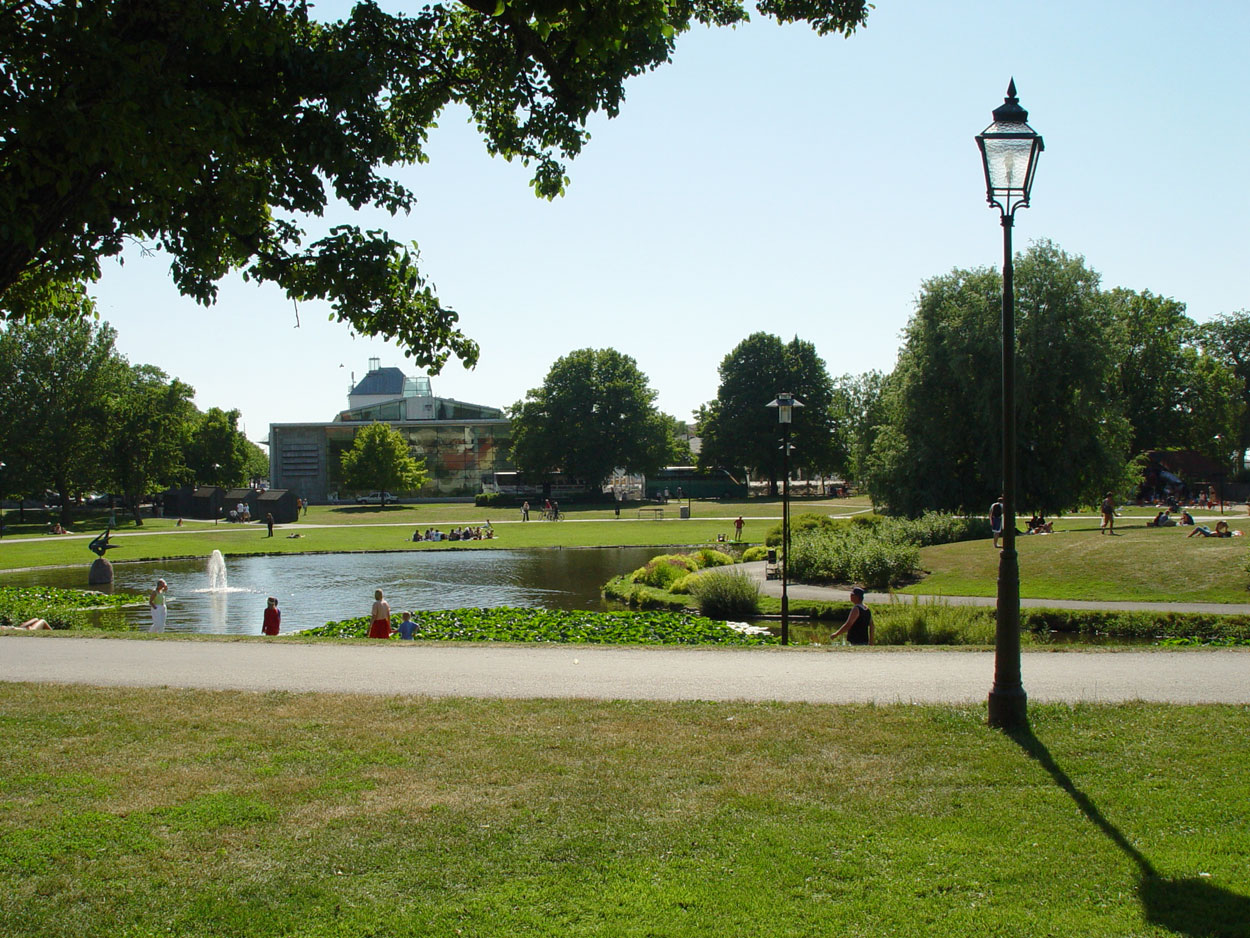
حديقة عمومية بفيسبي
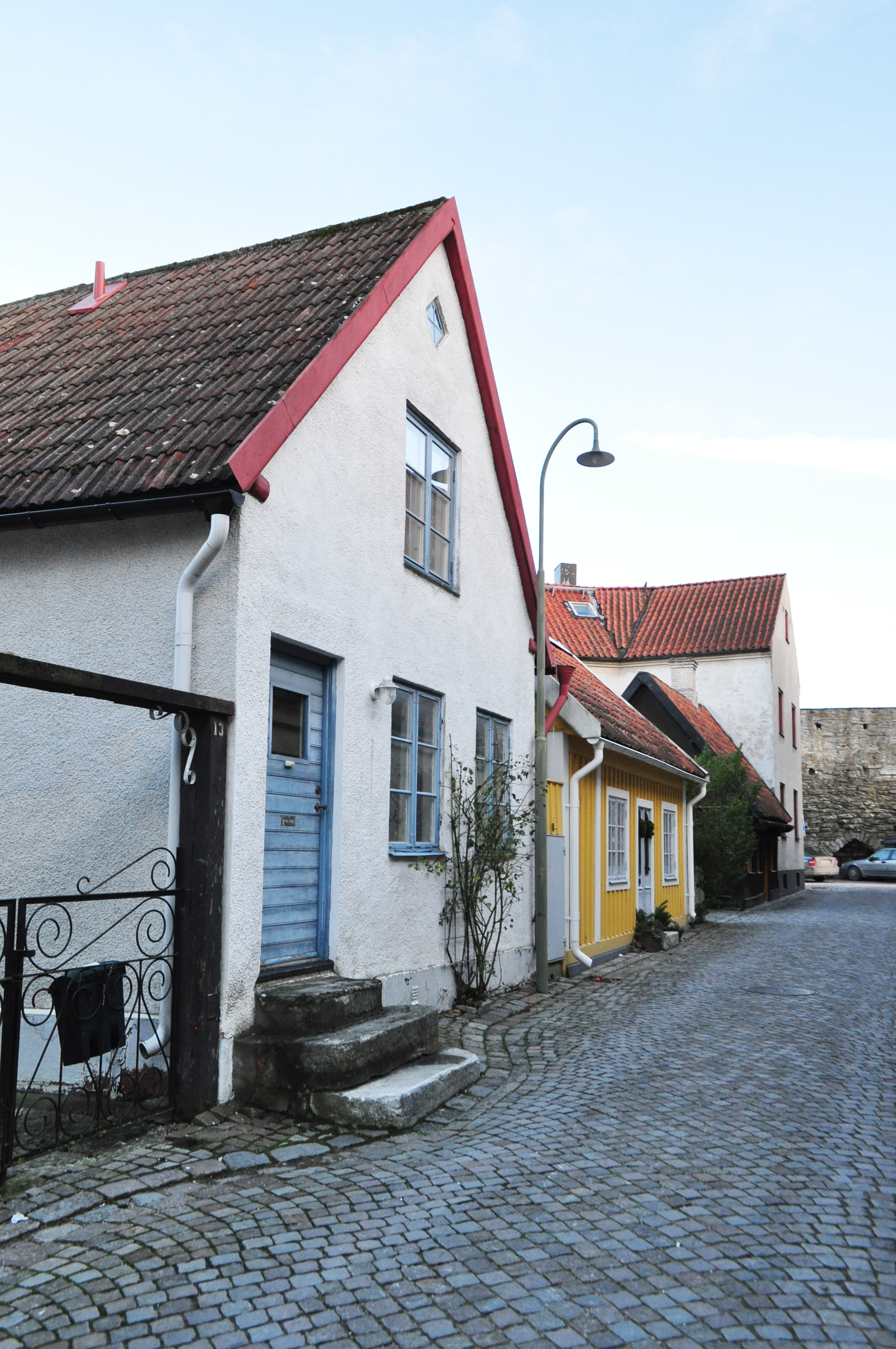
حي بفيسبي
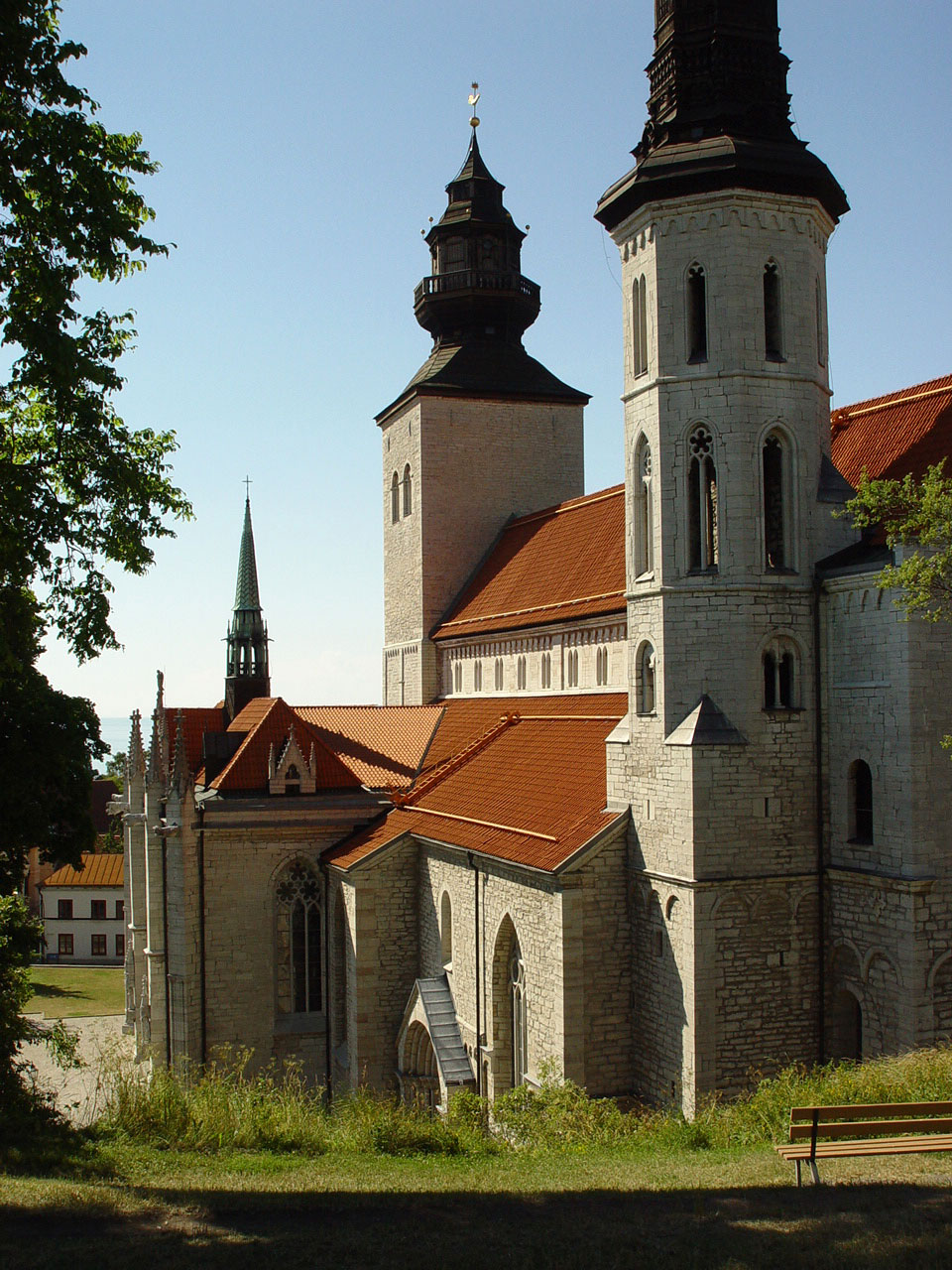
إحدى كنائس المدينة
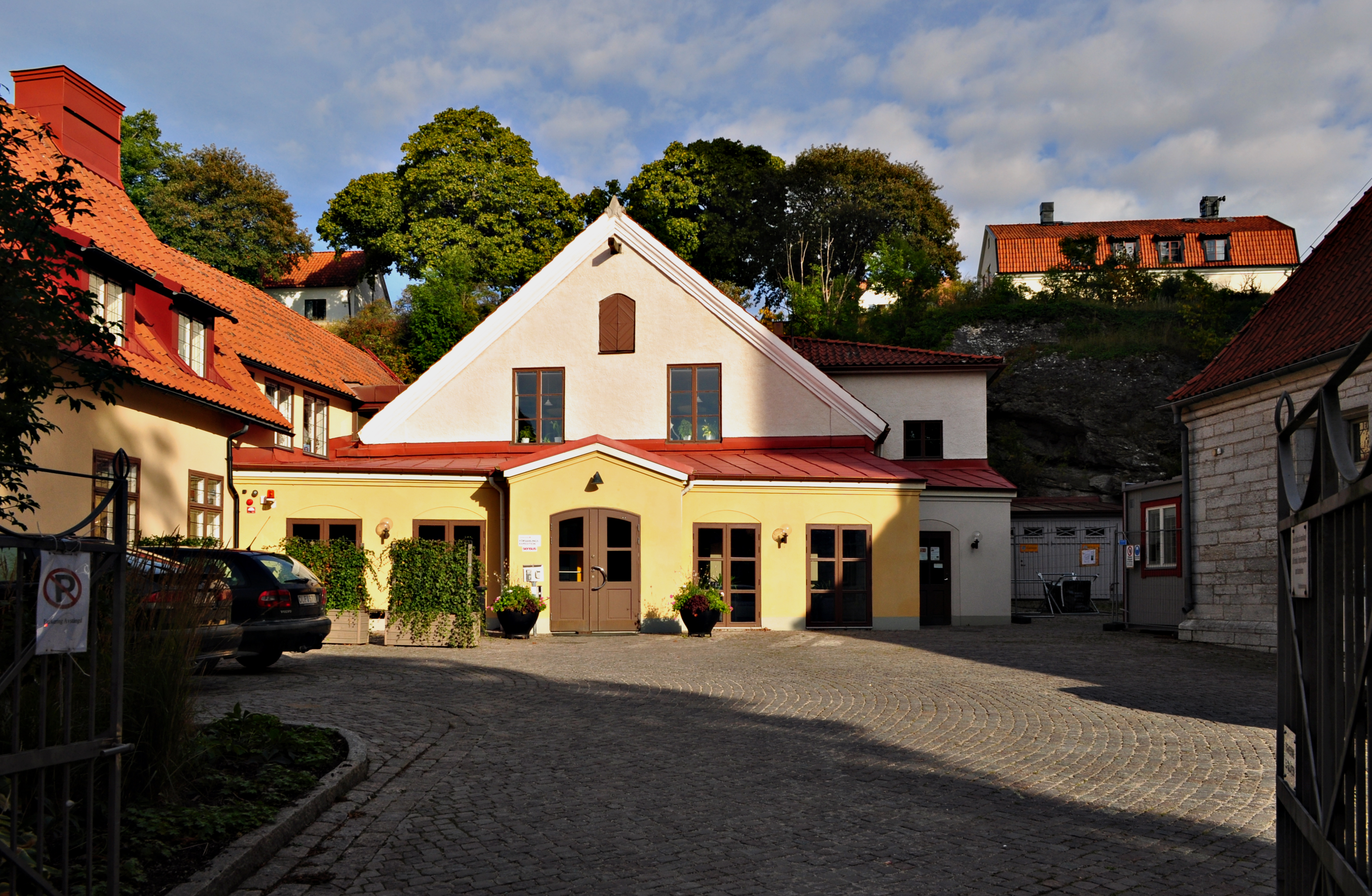
منزل تقليدي
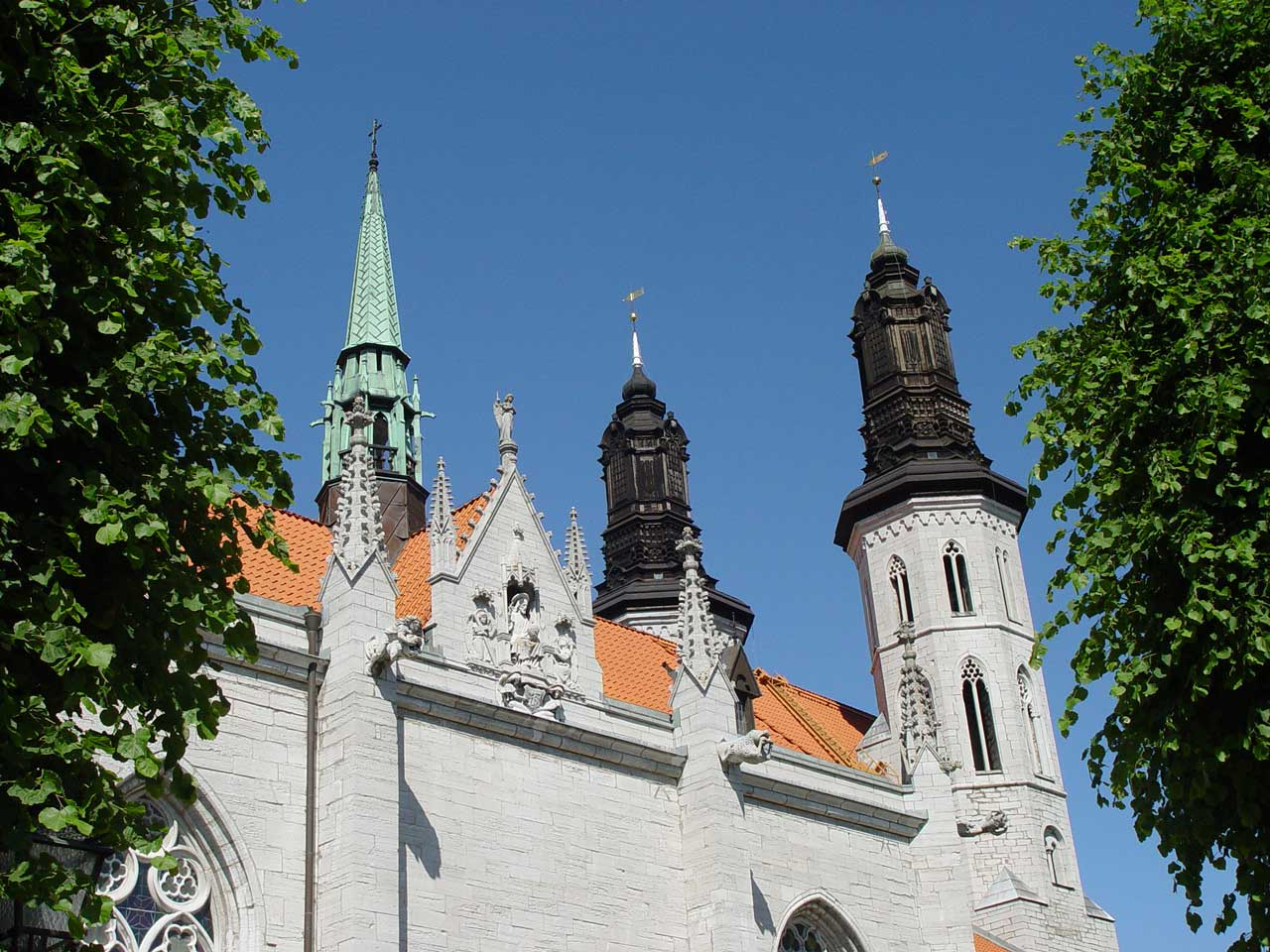
أبراج كنيسة

## المناخ
يظهر الجدول التالي التغييرات المناخية على مدار السنة لفيسبي:
| البيانات المناخية لـفيسبي         | البيانات المناخية لـفيسبي | البيانات المناخية لـفيسبي | البيانات المناخية لـفيسبي | البيانات المناخية لـفيسبي | البيانات المناخية لـفيسبي | البيانات المناخية لـفيسبي | البيانات المناخية لـفيسبي | البيانات المناخية لـفيسبي | البيانات المناخية لـفيسبي | البيانات المناخية لـفيسبي | البيانات المناخية لـفيسبي | البيانات المناخية لـفيسبي | البيانات المناخية لـفيسبي |
| الشهر                             | يناير                     | فبراير                    | مارس                      | أبريل                     | مايو                      | يونيو                     | يوليو                     | أغسطس                     | سبتمبر                    | أكتوبر                    | نوفمبر                    | ديسمبر                    | المعدل السنوي             |
| --------------------------------- | ------------------------- | ------------------------- | ------------------------- | ------------------------- | ------------------------- | ------------------------- | ------------------------- | ------------------------- | ------------------------- | ------------------------- | ------------------------- | ------------------------- | ------------------------- |
| الدرجة القصوى °م (°ف)             | 10.2 (50.4)               | 12.2 (54.0)               | 18.6 (65.5)               | 25.2 (77.4)               | 27.7 (81.9)               | 31.4 (88.5)               | 33.7 (92.7)               | 32.9 (91.2)               | 29.0 (84.2)               | 20.9 (69.6)               | 13.5 (56.3)               | 12.5 (54.5)               | 33.7 (92.7)               |
| الحد الأقصى المتوسط °م (°ف)       | 6.6 (43.9)                | 6.4 (43.5)                | 11.8 (53.2)               | 18.0 (64.4)               | 24.0 (75.2)               | 25.8 (78.4)               | 28.2 (82.8)               | 27.3 (81.1)               | 22.7 (72.9)               | 16.2 (61.2)               | 11.0 (51.8)               | 8.0 (46.4)                | 29.1 (84.4)               |
| متوسط درجة الحرارة الكبرى °م (°ف) | 1.6 (34.9)                | 1.4 (34.5)                | 4.4 (39.9)                | 10.1 (50.2)               | 15.7 (60.3)               | 19.1 (66.4)               | 22.1 (71.8)               | 21.3 (70.3)               | 17.1 (62.8)               | 10.9 (51.6)               | 6.7 (44.1)                | 3.7 (38.7)                | 11.2 (52.1)               |
| المتوسط اليومي °م (°ف)            | −0.6 (30.9)               | −0.8 (30.6)               | 1.1 (34.0)                | 5.6 (42.1)                | 10.7 (51.3)               | 14.6 (58.3)               | 17.9 (64.2)               | 17.3 (63.1)               | 13.6 (56.5)               | 8.2 (46.8)                | 4.7 (40.5)                | 1.8 (35.2)                | 7.8 (46.1)                |
| متوسط درجة الحرارة الصغرى °م (°ف) | −2.6 (27.3)               | −3.0 (26.6)               | −2.3 (27.9)               | 1.1 (34.0)                | 5.7 (42.3)                | 10.1 (50.2)               | 13.6 (56.5)               | 13.3 (55.9)               | 10.0 (50.0)               | 5.4 (41.7)                | 2.7 (36.9)                | −0.2 (31.6)               | 4.5 (40.1)                |
| الحد الأدنى المتوسط °م (°ف)       | −13.3 (8.1)               | −11.3 (11.7)              | −11.3 (11.7)              | −5.8 (21.6)               | −1.6 (29.1)               | 3.3 (37.9)                | 7.8 (46.0)                | 6.7 (44.1)                | 3.5 (38.3)                | −2.2 (28.0)               | −4.1 (24.6)               | −8.5 (16.7)               | −13.3 (8.1)               |
| أدنى درجة حرارة °م (°ف)           | −25.0 (−13.0)             | −25.4 (−13.7)             | −23.5 (−10.3)             | −12.7 (9.1)               | −7.8 (18.0)               | −1.0 (30.2)               | 2.9 (37.2)                | 1.1 (34.0)                | −2.9 (26.8)               | −6.0 (21.2)               | −11.5 (11.3)              | −22.2 (−8.0)              | −25.4 (−13.7)             |
| الهطول مم (إنش)                   | 47.4 (1.87)               | 28.1 (1.11)               | 23.3 (0.92)               | 21.8 (0.86)               | 27.4 (1.08)               | 40.7 (1.60)               | 63.8 (2.51)               | 60.3 (2.37)               | 39.4 (1.55)               | 55.9 (2.20)               | 60.7 (2.39)               | 56.4 (2.22)               | 525.2 (20.68)             |
| ساعات سطوع الشمس الشهرية          | 36                        | 67                        | 168                       | 255                       | 322                       | 329                       | 315                       | 261                       | 200                       | 104                       | 43                        | 32                        | 2٬132                     |
| المصدر #1:                        |                           |                           |                           |                           |                           |                           |                           |                           |                           |                           |                           |                           |                           |
| المصدر #2:                        |                           |                           |                           |                           |                           |                           |                           |                           |                           |                           |                           |                           |                           |

## توأمة
لفيسبي اتفاقيات توأمة مع كل من:
- زوست
- رودس

## أعلام
- توماس لوفكفيست
- جبريل غوستافسون
- جون هيجلونج
- ماتياس نيلسون
- بينغت بيرسون
- يسبر ماتسون
- أليكساندر غريند
- دونالد هاميلتون
- هنريك رامزي
- غونار نيلسون